# Walchwil
Walchwil – miejscowość i gmina (Politische Gemeinde) w środkowej Szwajcarii, w kantonie Zug. Leży nad jeziorem Zugersee.

## Demografia
W Walchwil mieszkają 3934 osoby. W 2021 roku 38% populacji gminy stanowiły osoby urodzone poza Szwajcarią.

## Transport
Przez teren gminy przebiega droga główna nr 25.